# Roman Stachoń
Roman Ignacy Stachoń, ps. Konrad (ur. 30 czerwca 1912 w Brzęczkowicach, zm. 24 marca 1987 w Katowicach) – polski inżynier, działacz socjalistyczny, związkowy i sportowy, poseł na Sejm Ustawodawczy oraz na Sejm PRL II, III, IV, V, VI, VII i VIII kadencji. Budowniczy Polski Ludowej.

## Życiorys
Syn Jana (1883–1945) i Marii z domu Kendziorczyk. Kształcił się w szkole ludowej, a następnie w gimnazjum w Mysłowicach. W 1927 został członkiem sekcji zapaśniczej i lekkoatletycznej Robotniczego Klubu Sportowego Siła Mysłowice, później był jego skarbnikiem, a w latach 1934–1938 prezesem. Oprócz zapasów uprawiał biegi i pchnięcie kulą. Za przynależność do lewicowego klubu został usunięty z gimnazjum. W 1933 zdał maturę w Humanistycznym Komunalnym Gimnazjum Koedukacyjnym w Roździeniu-Szopienicach, po czym do 1934 odbywał służbę wojskową, a następnie pracował w koncernie Wspólnota Interesów Górniczo-Hutniczych jako rewizor rachunków. W 1935 zdobył mistrzostwo Śląska w zapasach w wadze średniej. W 1937 otrzymał Robotniczą Odznakę Sportową I stopnia. 
Od 1945 aż do śmierci był honorowym prezesem klubu Siła Mysłowice, ponadto od 1978 do końca życia był prezesem Okręgowego Związku Piłki Nożnej w Katowicach (wcześniej od 1947 był jego wiceprezesem). W 1952 podjął pracę w Wojewódzkim Komitecie Kultury Fizycznej, potem był do 1960 jego przewodniczącym (zainicjował budowę stadionu w Chorzowie). W 1960 został przewodniczącym Wojewódzkiej Komisji Związków Zawodowych w Katowicach, a w 1962 zasiadł w Centralnej Radzie Związków Zawodowych, której od 1969 był wiceprzewodniczącym. Od 1962 do 1967 studiował wieczorowo na Politechnice Śląskiej, uzyskując tytuł inżyniera urządzeń sanitarnych. Był członkiem Rady Naczelnej ZBoWiD, zasiadał również w PKOl. Od stycznia do maja 1981 był szefem zespołu likwidacyjnego WKZZ w Katowicach, po czym przeszedł na emeryturę.
Od 1932 do 1939 działał w Polskiej Partii Socjalistycznej. W 1939 został członkiem Śląskiego Komitetu Robotniczego PPS w Katowicach. Podczas okupacji niemieckiej działał w konspiracji, przystąpił do PPS – Wolność, Równość, Niepodległość. Był m.in. dowódcą Gwardii Ludowej PPS Okręgu Śląskiego. Został aresztowany przez gestapo i był więziony w hitlerowskich obozach koncentracyjnych, m.in. w Auschwitz-Birkenau, Buchenwaldzie i Dora Ellrich. Po wyzwoleniu w 1945 wrócił na Górny Śląsk i został działaczem „lubelskiej” PPS. Objął funkcję kierownika Wydziału Propagandy Wojewódzkiego Komitetu PPS w Katowicach, a w latach 1946–1948 był sekretarzem Okręgowego Komitetu partii. W 1947 został I sekretarzem Wojewódzkiego Komitetu PPS i członkiem Rady Naczelnej partii. Od grudnia 1948 był członkiem Polskiej Zjednoczonej Partii Robotniczej, gdzie początkowo objął funkcję zastępcy kierownika Wydziału Organizacyjnego Komitetu Wojewódzkiego, pełniąc ją do 1952. W latach 1949–1981 był członkiem KW, od 1956 zasiadając także w jego egzekutywie. W latach 1964–1981 członek Komitetu Centralnego PZPR. Był także przez wiele lat radnym Wojewódzkiej Rady Narodowej (od 1948), zasiadał w prezydium Wojewódzkiego Komitetu Frontu Jedności Narodu. Poseł na Sejm Ustawodawczy w latach 1947–1952 oraz na Sejm PRL II, III, IV, V, VI, VII, VIII kadencji w latach 1957–1985.
Od 1948 był żonaty z Martą z domu Rogoń (1916–2009), miał syna Andrzeja i córkę Gabrielę.
Zmarł w Katowicach. Pochowany na cmentarzu ewangelickim przy ul. Francuskiej (kwatera 7-I-13). 

## Ordery, odznaczenia i nagrody
- Order Budowniczych Polski Ludowej (1974)[2]
- Order Sztandaru Pracy I klasy (1964)
- Krzyż Komandorski z Gwiazdą Orderu Odrodzenia Polski (1967)
- Krzyż Kawalerski Orderu Odrodzenia Polski (12 lipca 1954)[3]
- Złoty Krzyż Zasługi (25 czerwca 1946)[4]
- Krzyż Oświęcimski (1985)
- Medal Zwycięstwa i Wolności 1945
- Medal 10-lecia Polski Ludowej (14 stycznia 1955)[5]
- Odznaka 1000-lecia Państwa Polskiego (1966)[6]
- Odznaka „Zasłużony Działacz Kultury Fizycznej”
- Odznaka „Zasłużony działacz Towarzystwa Rozwoju Ziem Zachodnich” (1965)[7]
- Honorowa odznaka „Zasłużonym – Celma” (od zakładu Celma Cieszyn, 1970)[8]
- Medal „20-lecia Światowej Rady Pokoju” (1969)[9]
- Nagroda specjalna „Trybuny Ludu” (1986)[10]

## Upamiętnienie
Jego imię do 2010 nosił Katowicki Park Leśny.